# Rouslan Moukhametchine
Rouslan Naïlevitch Moukhametchine (en russe : Руслан Наилевич Мухаметшин) est un footballeur russe né le 29 octobre 1981 à Kazan.

## Biographie

### Premières années dans les divisions inférieures (2005-2012)
Né à Kazan, Rouslan Moukhametchine pratique durant sa jeunesse le football, jouant pour les équipes de jeunes du Rubin Kazan, mais également le basket-ball au sein d'un autre club local. Il se consacre pendant un temps principalement à ce dernier sport, évoluant notamment pour les équipes réserves de l'UNICS Kazan et du BK Nijni Novgorod durant la fin des années 1990 et le début des années 2000,. En manque de perspectives, il décide finalement de se tourner vers le football et, après de brefs passages dans des équipes amateurs locales, intègre en 2005 le Rubin-2, la deuxième équipe du Rubin Kazan où il côtoie son frère Roustem (en) et fait ses débuts professionnels en troisième division la même année à l'âge de 24 ans.
Après quatre saisons passées au sein de cette équipe, cumulant 116 matchs joués pour 34 buts marqués entre 2005 et 2008, il quitte finalement Kazan en 2009 pour rallier le SOYOUZ-Gazprom Ijevsk, où il passe la première moitié de la saison et inscrit 10 buts en quinze matchs de championnat au sein de la zone Oural-Povoljié. Ses performances à Ijevsk lui valent d'être remarqué par le Mordovia Saransk, leader de la zone, qui le recrute durant l'été et avec qui il inscrit neuf autres buts lors de la deuxième partie de saison, finissant meilleur buteur du groupe tandis que le club en termine largement premier.
Moukhametchine découvre ainsi la deuxième division au cours de l'exercice 2010 et forme avec Kirill Pantchenko un duo prolifique en attaque qui cumule cette année-là 24 buts et permet au Mordovia d'atteindre la sixième position. Cette association devient d'autant plus efficace lors de la longue saison 2011-2012 au cours de laquelle Moukhametchine inscrit pas moins de 31 buts en 50 matchs, finissant de loin meilleur buteur du championnat, tandis que Pantchenko termine de son côté la saison avec 15 buts marqués. Ils contribuent ainsi à la victoire du club qui se classe premier en championnat en affichant notamment la meilleure attaque.

### Passage dans l'élite et fin de carrière (2012-2019)
Découvrant l'élite pour la première fois de sa carrière lors de la saison 2012-2013, Moukhametchine dispute à cette occasion l'intégralité des 30 matchs de championnat pour dix buts marqués, ce qui lui permet de se classer cinquième au classement des buteurs. Ces performances ne suffisent cependant pas à sauver le club qui termine avant-dernier et est relégué au terme de l'exercice. Après avoir démarré la saison 2013-2014 sous les couleurs du Mordovia, il est recruté à la fin du mois d'août par son club formateur du Rubin Kazan. Il y dispute notamment ses seules rencontres européennes en prenant part à cinq matchs de Ligue Europa mais reste peu utilisé en championnat, le départ de Kurban Berdyev et l'arrivée de Vladimir Maminov à la tête du club le reléguant sur le banc pour toute la deuxième partie de saison,.
Il fait son retour au Mordovia Saransk, qui est entre-temps remonté dans l'élite, sous la forme d'un prêt pour la saison 2014-2015 mais y est cependant utilisé de manière irrégulière, n'étant titularisé que neuf fois pour huit entrées en jeu. Malgré cela, il est recruté définitivement à l'été 2015 et retrouve une place de titulaire régulier ainsi que le brassard de capitaine, disputant cette fois 28 rencontres dans le cadre de l'exercice 2015-2016 pour six buts marqués. En fin de contrat à l'issue de la saison tandis que le club est relégué à l'échelon inférieur, il quitte une nouvelle fois Saransk à l'été 2016.
Recruté par l'Arsenal Toula, Moukhametchine passe la première partie de l'exercice 2016-2017 sous ces couleurs, étant utilisé comme joueur de rotation en championnat. Il ne s'y éternise cependant pas et s'en va en début d'année 2017 pour rallier le Kazakhstan et le FK Taraz pour le début de la saison 2017, se faisant notamment remarqué en marquant trois buts lors de ses quatre premières rencontres. Il ne reste cependant qu'une demi-saison avant de s'en aller au cours de l'été.
Il effectue dans la foulée un nouveau passage au Mordovia Saransk, qui évolue alors au troisième échelon. Buteur à douze reprises en 21 matchs, il contribue ainsi à la victoire du club dans la zone Oural-Privoljié avant de l'aider à se maintenir au deuxième échelon lors de la saison 2018-2019. À l'issue de ce dernier exercice, il raccroche définitivement les crampons à l'âge de 37 ans et devient dans la foulée adjoint au sein de l'encadrement technique du club. Il occupe notamment le poste d'entraîneur principal par intérim en fin d'année 2019 en raison des problèmes de santé de l'entraîneur Marat Moustafine.

## Palmarès
Mordovia Saransk
- Championnat de Russie D2 (1) :
  - Champion : 2011-12.
  - Meilleur buteur : 2011-12 (31 buts).

## Statistiques
| Saison                | Club                    | Championnat           | Championnat | Championnat | Coupe(s) nationale(s) | Coupe(s) nationale(s) | Compétition(s) continentale(s) | Compétition(s) continentale(s) | Compétition(s) continentale(s) | Total | Total |
| Saison                | Club                    | Division              | M.          | B.          | M.                    | B.                    | Comp.                          | M.                             | B.                             | M.    | B.    |
| 2005                  | Rubin-2 Kazan           | D3                    | 35          | 13          | 1                     | 1                     | -                              | -                              | -                              | 36    | 14    |
| 2006                  | Rubin-2 Kazan           | D3                    | 22          | 2           | 1                     | 0                     | -                              | -                              | -                              | 23    | 2     |
| 2007                  | Rubin-2 Kazan           | D3                    | 25          | 4           | 1                     | 0                     | -                              | -                              | -                              | 26    | 4     |
| 2008                  | Rubin-2 Kazan           | D3                    | 29          | 11          | 2                     | 3                     | -                              | -                              | -                              | 31    | 14    |
| Sous-total            | Sous-total              | Sous-total            | 111         | 30          | 5                     | 4                     | -                              | -                              | -                              | 116   | 34    |
| 2009                  | SOYOUZ-Gazprom Ijevsk   | D3                    | 15          | 10          | 1                     | 1                     | -                              | -                              | -                              | 16    | 11    |
| Sous-total            | Sous-total              | Sous-total            | 15          | 10          | 1                     | 1                     | -                              | -                              | -                              | 16    | 11    |
| 2009                  | Mordovia Saransk        | D3                    | 14          | 9           | 1                     | 2                     | -                              | -                              | -                              | 15    | 11    |
| 2010                  | Mordovia Saransk        | D2                    | 34          | 13          | 2                     | 0                     | -                              | -                              | -                              | 36    | 13    |
| 2011-2012             | Mordovia Saransk        | D2                    | 50          | 31          | 2                     | 1                     | -                              | -                              | -                              | 52    | 32    |
| 2012-2013             | Mordovia Saransk        | D1                    | 30          | 10          | 2                     | 0                     | -                              | -                              | -                              | 32    | 10    |
| 2013-2014             | Mordovia Saransk        | D2                    | 11          | 7           | -                     | -                     | -                              | -                              | -                              | 11    | 7     |
| Sous-total            | Sous-total              | Sous-total            | 139         | 70          | 7                     | 3                     | -                              | -                              | -                              | 146   | 73    |
| 2013-2014             | Rubin Kazan             | D1                    | 8           | 1           | 1                     | 1                     | C3                             | 5                              | 0                              | 14    | 2     |
| 2014-2015             | Mordovia Saransk (prêt) | D1                    | 17          | 3           | 3                     | 1                     | -                              | -                              | -                              | 20    | 4     |
| 2015-2016             | Mordovia Saransk        | D1                    | 28          | 6           | -                     | -                     | -                              | -                              | -                              | 28    | 6     |
| 2016-2017             | Arsenal Toula           | D1                    | 10          | 0           | 1                     | 0                     | -                              | -                              | -                              | 11    | 0     |
| 2017                  | FK Taraz                | D1                    | 11          | 3           | 1                     | 0                     | -                              | -                              | -                              | 12    | 3     |
| 2017-2018             | Mordovia Saransk        | D3                    | 21          | 12          | -                     | -                     | -                              | -                              | -                              | 21    | 12    |
| 2018-2019             | Mordovia Saransk        | D2                    | 28          | 7           | 1                     | 0                     | -                              | -                              | -                              | 29    | 7     |
| Sous-total            | Sous-total              | Sous-total            | 123         | 32          | 7                     | 2                     | -                              | 5                              | 0                              | 135   | 34    |
| Total sur la carrière | Total sur la carrière   | Total sur la carrière | 388         | 142         | 20                    | 10                    | -                              | 5                              | 0                              | 413   | 152   |